# Mertensophryne usambarae
Mertensophryne usambarae là một loài cóc trong họ Bufonidae. Chúng là loài đặc hữu của Tanzania.
Các môi trường sống tự nhiên của chúng là các khu rừng khô nhiệt đới hoặc cận nhiệt đới và rừng ẩm đất thấp nhiệt đới hoặc cận nhiệt đới. Loài này đang bị đe dọa do mất nơi sống.